# Медель (Лукмань)
Медель (ромш. Medel (Lucmagn)) — громада  в Швейцарії в кантоні Граубюнден, регіон Сурсельва.

## Географія
Громада розташована на відстані близько 115 км на схід від Берна, 60 км на південний захід від Кура.
Медель має площу 136,2 км², з яких на 0,6% дозволяється будівництво (житлове та будівництво доріг), 18,3% використовуються в сільськогосподарських цілях, 16,6% зайнято лісами, 64,5% не є продуктивними (річки, льодовики або гори).

## Демографія
2019 року в громаді мешкало 355 осіб (-18,4% порівняно з 2010 роком), іноземців було 5,9%. Густота населення становила 3 осіб/км².
За віковим діапазоном населення розподілялося таким чином: 9% — особи молодші 20 років, 66,8% — особи у віці 20—64 років, 24,2% — особи у віці 65 років та старші. Було 149 помешкань (у середньому 2,3 особи в помешканні).
Із загальної кількості 162 працюючих 54 було зайнятих в первинному секторі, 27 — в обробній промисловості, 81 — в галузі послуг.